# Castillo Ostroh
El castillo Ostroh (en ucraniano: Острозький замок), es un pequeño fortín localizado en Ostroh, Óblast de Rivne, Ucrania. Se encuentra en la ciudad de Ostroh, ubicado en la región de Rivne de Ucrania occidental.
El castillo en sí está situado en una plaza ovalada relativamente pequeña. La geografía natural de la zona ayudó a fortalecer el complejo, los lados sur y este de la fortaleza se levantan sobre un alto acantilado de 20 metros, y los lados norte y oeste separan la ciudad por una serie de zanjas (fosos).

## Historia
Durante los siglos XIV, XV y XVI, el castillo fue la fortaleza clave de la poderosa Casa de Ostroh. Desde 1386, la ciudad de Ostroh perteneció a la familia Ostrogski, quienes construyeron el castillo. Bajo el reinado de los Ostrogski, la ciudad cobró mayor importancia.
En 2007, el castillo fue galardonado como «Monumento Significativo de la Ucrania Espiritual», como parte del concurso para encontrar las Siete maravillas de Ucrania.